# Савјет Шумарског удружења
Савјет Шумарског удружења (енгл. Forest Stewardship Council, FSC) је међународна непрофитна организација са више чланица, основана 1993. године ради промовисања одговорног газдовања свјетским шумама. Главни начини за остварење овога су стандардизациона тијела, независна сертификација и означавање производа шума. Ово омогућује купцима широм свијета могућност да одаберу производе из социјално и еколошки одговорних шумарских предузећа. 

## Захтјеви присертификацији шума
Са својих 10 принципа и 56 везаних критеријума, FSC нуди разумљив скуп универзално примјењивих захтјева за одговорно газдовање шумама. Циљ је да се осигурају шумски ресурси и да буду вођени тако да подмире социјалне, економске и еколошке потребе за нас и будуће генерације. 
| Принцип 1: Поштовање закона и принципа: При газдовању шумом морају се поштовати сви примјењиви закони државе у којој се дјелује, међународни уговори и споразуми које је држава потписала, као и принципе и критеријуме. |
| Принцип 2: Права и одговорности власништва и кориштења: Дугорочна права власништва и кориштења шумских ресурса и шумског земљишта морају бити јасно дефинисана, документована и законски установљена. |
| Принцип 3: Права аутохтоног становништва: Морају се препознати и поштовати законска и обичајна права аутохтоног становништва да посједују, користе и управљају својом земљом, подручјем и ресурсима. |
| Принцип 4: Односи са заједницом и права радника: Активности газдовања шумама морају дугорочно одржавати или унапређивати социјално и економско благостање шумарских радника и локалне заједнице. |
| Принцип 5: Користи од шуме: Активности газдовања морају подстицати ефикасно кориштење вишеструких производа и услуга шуме како би се осигурала економска одрживост и широки спектар еколошких и социолошких користи. |
| Принцип 6: Утицај на околину: Газдовање шумама мора очувати биолошку разноврсност и с њом повезане вриједности, водне ресурсе, тло и јединствене и осјетљиве екосистеме и пејзаже, те тиме одржати еколошке функције и цјеловитост шуме. |
| Принцип 7: Шумскопривредна основа (план газдовања): Шумскопривредна основа прилагођена нивоу и интензитету активности, мора бити написана, проведена и ажурирана. Дугорочни циљеви газдовања и средстава за њихово постизање морају бити јасно назначени. |
| Принцип 8: Надзор и процјена: Потребно је вршити надзор који одговара нивоу и интензитету газдовања ради процјене стања шума, приноса шумских производа, надзорног ланца, активности газдовања и њиховог социолошког и еколошког утицаја. |
| Принцип 9: Одржавање високовриједних заштићених шума: Активности газдовања у високовриједним заштићеним шумама морају одржавати или побољшавати карактеристике које их дефинишу. Одлуке у вези са високовриједним заштићеним шумама морају се увијек разматрати са дозом опреза. |
| Принцип 10: Плантаже: Плантаже треба планирати и њима управљати у складу са принципима и критеријумима 1 - 9 и принципом 10 и његовим критеријумима. Будући да плантаже могу дати низ социолошких и економских користи и могу допринијети задовољавању свјетских потреба за производима шумарства, требају се користити за допуну газдовања, смањење притиска и промовисање обнављања и заштите природних шума. |